# Primeira Liga (2004/2005)
Primeira Liga (2004/2005) – 67. edycja najwyższej klasy rozgrywkowej piłki nożnej w Portugalii. W lidze występowało 18 zespołów. Mistrzem po raz 31. została SL Benfica.

## Uczestnicy
| Uczestnicy poprzedniej edycji                                                                                 | Uczestnicy poprzedniej edycji | Uczestnicy poprzedniej edycji | Uczestnicy poprzedniej edycji |
| --- | ----------------------------- | ----------------------------- | ----------------------------- |
| POR | FC Porto                      | 1                             |                               |
| BEN | SL Benfica                    | 2                             |                               |
| SCP | Sporting CP                   | 3                             |                               |
| NAC | CD Nacional                   | 4                             |                               |
| BRA | SC Braga                      | 5                             |                               |
| MAR | CS Marítimo                   | 6                             |                               |
| RAV | Rio Ave FC                    | 7                             |                               |
| BOA | Boavista FC                   | 8                             |                               |
| MOR | Moreirense FC                 | 9                             |                               |
| ULE | União Leiria                  | 10                            |                               |
| BEM | Beira-Mar                     | 11                            |                               |
| GVI | Gil Vicente                   | 12                            |                               |
| ACA | Académica Coimbra             | 13                            |                               |
| VGU | Vitória Guimarães             | 14                            |                               |
| BEL | CF Os Belenenses              | 15                            |                               |
| Awans z Segunda Ligi                                                                                          |                               |                               |                               |
| EST | GD Estoril-Praia              | 1                             |                               |
| VSE | Vitória Setúbal               | 2                             |                               |
| PFI | FC Penafiel                   | 3                             |                               |
| Oznaczenia: - kolumna pierwsza – skróty nazw drużyn, - kolumna trzecia – miejsce zajęte w poprzednim sezonie. |                               |                               |                               |

## Tabela
| Lp. | Drużyna              | M  | Z  | R  | P  | Bramki | Bramki | Różn. | Pkt | Uwagi                                         | Bezpośrednio |
| --- | -------------------- | -- | -- | -- | -- | ------ | ------ | ----- | --- | --------------------------------------------- | ------------ |
| 1   | SL Benfica (M)       | 34 | 19 | 8  | 7  | 51     | 31     | +20   | 65  | Liga Mistrzów UEFA • Faza grupowa             |              |
| 2   | FC Porto             | 34 | 17 | 11 | 6  | 39     | 26     | +13   | 62  | Liga Mistrzów UEFA • Faza grupowa             |              |
| 3   | Sporting CP          | 34 | 18 | 7  | 9  | 66     | 36     | +30   | 61  | Liga Mistrzów UEFA • III runda kwalifikacyjna |              |
| 4   | SC Braga             | 34 | 16 | 10 | 8  | 45     | 28     | +17   | 58  | Puchar UEFA • I runda                         |              |
| 5   | Vitória Guimarães    | 34 | 15 | 9  | 10 | 38     | 29     | +9    | 54  | Puchar UEFA • I runda                         |              |
| 6   | Boavista FC          | 34 | 13 | 11 | 10 | 39     | 43     | −4    | 50  |                                               |              |
| 7   | CS Marítimo          | 34 | 12 | 13 | 9  | 39     | 32     | +7    | 49  |                                               |              |
| 8   | Rio Ave FC           | 34 | 10 | 17 | 7  | 35     | 35     | 0     | 47  |                                               |              |
| 9   | CF Os Belenenses     | 34 | 13 | 7  | 14 | 38     | 34     | +4    | 46  |                                               |              |
| 10  | Vitória Setúbal (P)  | 34 | 11 | 11 | 12 | 46     | 45     | +1    | 44  | Puchar UEFA • I runda                         |              |
| 11  | FC Penafiel          | 34 | 13 | 4  | 17 | 39     | 53     | −14   | 43  |                                               |              |
| 12  | CD Nacional          | 34 | 12 | 5  | 17 | 46     | 48     | −2    | 41  |                                               |              |
| 13  | Gil Vicente          | 34 | 11 | 7  | 16 | 34     | 40     | −6    | 40  |                                               |              |
| 14  | Académica Coimbra    | 34 | 9  | 11 | 14 | 29     | 41     | −12   | 38  |                                               |              |
| 15  | União Leiria         | 34 | 8  | 14 | 12 | 29     | 36     | −7    | 38  | Puchar Intertoto • III runda                  |              |
| 16  | Moreirense FC (S)    | 34 | 7  | 13 | 14 | 30     | 43     | −13   | 34  | Spadek do Ligi de Honra                       |              |
| 17  | GD Estoril-Praia (S) | 34 | 8  | 6  | 20 | 38     | 55     | −17   | 30  | Spadek do Ligi de Honra                       |              |
| 18  | Beira-Mar (S)        | 34 | 6  | 12 | 16 | 30     | 56     | −26   | 30  | Spadek do Ligi de Honra                       |              |